# Conde de Vila Flor
Conde de Vila Flor é um título nobiliárquico de Portugal que teve duas criações, ambas no Século XVII. O título reporta-se ao antigo concelho de Vila Flor, no Alto Alentejo, hoje integrado na Freguesia de Amieira do Tejo do Município de Nisa.

## 1.ª Criação (1606)
O título de Conde de Vila Flor foi primeiro criado por D. Filipe I de Portugal, II de Espanha, por Carta Régia de 14 de Julho de 1606, a favor de Luis Enríquez de Almansa, filho de Juan Enríquez de Almansa, 2.º marquês de Alcañices. O Conde era espanhol de origem e casando com Joana Quaresma, uma fidalga portuguesa, passou a Portugal, onde viveu até 1640, porquanto tomou partido pelos espanhóis aquando da Restauração e voltou a Espanha. Posteriormente o novo Rei D. João IV declarou vago o título.

### Titulares
1. Luis Enríquez de Almansa, 1.º Conde de Vila Flor

## 2.ª Criação (1661)
O título de conde de Vila Flor foi novamente instituído em 1659, por Decreto, e confirmado em 23 de Julho de 1661, em plena Guerra da Restauração, por Carta Régia de Rainha-Regente D. Luísa de Gusmão, em nome de seu filho D. Afonso VI, a favor do fidalgo D. Sancho Manuel de Vilhena e tornado de juro e herdade em favor do 2.º Conde D. Cristóvão.

### Titulares
1. D. Sancho Manuel de Vilhena (1610–1677), 1.º Conde de Vila Flor.
2. D. Cristóvão Manuel de Vilhena (1640–1704), 2.º Conde de Vila Flor
3. Martim de Sousa Meneses (1670–1733), 3.º Conde de Vila Flor
4. Luís Manuel de Sousa e Meneses (1700–1752), 4.º Conde de Vila Flor, usou o título, por mercê régia, ainda em vida de seu pai
5. António Francisco de Paula Manuel de Sousa e Meneses (1725–1791), 5.º Conde de Vila Flor
6. António de Sousa Manuel de Meneses Severim de Noronha (1765–1795), 6.º Conde de Vila Flor
7. Marechal António José de Sousa Manuel de Meneses Severim de Noronha (1792–1860), 7.º Conde de Vila Flor, 1.º marquês de Vila Flor e 1.º Duque da Terceira de juro e herdade e com Honras de Parente
8. D. Cristóvão da Costa Freire Manoel de Vilhena de Saldanha, legitimista, primo do anterior Conde, Senhor de Pancas e da Zibreira, Alcaide-Mor de Alegrete, 8.º representante do título e das Casas Vila Flor-Terceira e Alpedrinha.
9. D. Salvador Manoel de Vilhena, legitimista, Juiz Desembargador aposentado com Honras de Conselheiro, Senhor de Pancas e 9.º representante do título e das Casas Vila-Flor-Terceira e Alpedrinha.
10. D. Tomás Maria Martinho de Almeida Manoel de Vilhena, 8.º Conde de Vila Flor,
11. D. Francisco Maria Martinho de Almeida Manoel de Vilhena, 9.º Conde de Vila Flor, 2.º Conde de Alpedrinha. Morou no Palácio Vila Flor à Costa do Castelo.
12. D. Maria Luísa da Conceição de Almeida Manoel de Vilhena, 10.ª Condessa de Vila Flor, 2.ª Duquesa da Terceira e 3ª Condessa de Alpedrinha; Condessa de Azarujinha, de cortesia, pelo casamento com Jaime Augusto Lasso de la Vega Dias de Freitas
13. D. Francisco Xavier Manoel de Vilhena Dias de Freitas, 11.º Conde de Vila Flor, Conde de Azarujinha, Duque da Terceira, Cavaleiro de S. Miguel da Ala.
14. D. Lourenço da Bandeira Manoel de Vilhena de Freitas, 12.º Conde de Vila Flor e 4.º Duque-Parente da Terceira, de juro e herdade, 6.º Conde de Azarujinha e 4.º Conde de Alpedrinha

### História
- D. Sancho Manuel de Vilhena (1610–1677), Senhor e elevado à Grandeza como 1.º Conde de Vila Flor.

D. Sancho Manuel, 1.º Conde, descendia por legítima varonia de Don Juan Manuel de Villena, Mordomo-mor do Imperador Carlos V e cavaleiro do Tosão de Ouro, descendente também por varonia de D. Henrique Manuel de Vilhena, Conde de Seia e Sintra, meio-irmão de D. Constança Manuel, casada com o Rei D. Pedro I de Portugal. Este era por sua vez neto do Infante Manuel e filho de João Manuel de Castela, Príncipe de Vilhena e Duque de Escalona e Penafiel, Regente de Castela, escritor, o autor do célebre El conde Lucanor, e por seu turno bisneto de Fernando III de Castela e Beatriz da Suábia, filha do Imperador do Sacro-Império Romano-Germânico, Rei dos Romanos, e neta de Inácio Angelo, Imperador Romano do Oriente, alegadamente remotamente descendente do Imperador Constantino e seu sucessor na Grão-Mestrado da Ordem Constantiniana.
Serviu na Guerra da Restauração como Mestre de Campo General (posto hoje equivalente a Tenente-General), Governador das Armas (posto equivalente a Marechal) da Província do Alentejo e Comandante-Chefe das forças portuguesas, tendo sido vencedor da batalha do Ameixial em 1663, e tendo-se destacado ainda na Batalha das Linhas de Elvas em 1659. Foi nomeado Vice-Rei do Brasil, falecendo antes de tomar posse do cargo e foi do Conselho de Estado e da Guerra, Governador da Relação do Porto e da Torre de Belém. Era senhor de Vila Flor, Alcaide-Mor de Alegrete, Comendador de Santa Maria de Pernes e ainda senhor das comendas de S. Nicolau de Celorico de Basto, de Santo Adrião, de Penafiel, e de Santa Maria do Marmeleiro e ainda anteriormente a comenda das Maças de D. Maria. Pelo seu casamento com Ana de Noronha, filha de Gaspar de Faria Severim, Secretário de Estado das Mercês, e depois Secretário de Estado, Executor-Mor do Reino, Marquês de Souvré em França por mercê de Luis XIV em 1659, veio a herdar a família a casa Severim de Noronha. Morou no Palácio de Arroios.
- D. Cristóvão Manuel de Vilhena (1640–1704), 2.º Conde de Vila Flor, tornando-se o título de juro e herdade, morou no Palácio de Arroios, Senhor de Vila Flor, Senhor da Zibreira, Alcaide-Mor de Alegrete e Comendador de Santa Maria de Pernes, de S. Nicolau de Celorico de Basto, de Santo Adrião, de Penafiel, e de Santa Maria do Marmeleiro e ainda anteriormente a comenda das Maças de D. Maria.

Foi igualmente militar, com a patente de coronel, e foi um dos toureiros presentes no casamento de D. Pedro II de Portugal (a par do Conde da Atalaya), apresentando-se então com mais de "150 lacaios". Nessa ocasião lançou em praça moedas preciosas de ouro e prata como quem ceifava trigo, e anos depois ainda estava a pagar essa prodigalidade.
Era seu irmão o grande Príncipe-Grão-Mestre da Ordem Soberana e Militar de Malta, D. António Manuel de Vilhena, um dos mais importantes na história da Ilha de Malta. Mandou construir o Forte Manuel e o Teatro Manuel na capital Valeta, o Palácio Vilhena na velha capital Mdina, etc., tendo dado o seu nome igualmente ao Burgo Vilhena fora das muralhas da capital. Por estas e outras construções as armas da família são hoje uma vista comum nessas paragens. Floriana em Malta foi criada em homenagem a seu pai o Conde de Vila Flor.
Foi seu filho D. Sancho Manoel de Vilhena, 2.º Senhor da Zibreira, Alcaide-Mor de Alegrete e Comendador de Santa Maria de Pernes, de S. Nicolau de Celorico de Basto, de Santo Adrião, de Penafiel, e de Santa Maria do Marmeleiro e ainda da comenda das Maças de D. Maria. Foi um dos convidados para a Sagração da Basílica de Mafra, foi cunhado de D. Luiz da Cunha e pai de D. Cristóvão Manoel de Vilhena, Senhor da Zibreira e da demais casa do seu pai, Tenente-General efectivo, Governador de Cascais casado com uma filha do Marquês de Pombal.
- Martim de Sousa Meneses (1670–1733), 3.º Conde de Vila Flor.

A sua filha D. Mariana foi Camareira-Mor de D. Maria I e 1.ª Marquesa de Vila Flor.
- Luís Manuel de Sousa e Meneses (1700–1752), 4.º Conde de Vila Flor, que usou o título, por mercê régia, ainda em vida de seu pai.
- António Francisco de Paula Manuel de Sousa e Meneses (1725–1791), 5.º Conde de Vila Flor, Marechal de Campo, Governador de Pernanbuco.
- António de Sousa Manuel de Meneses Severim de Noronha (1765–1795), 6.º Conde de Vila Flor.

Foi governador do Maranhão.
- António José de Sousa Manuel de Meneses Severim de Noronha (1792–1860), 7.º Conde de Vila Flor, foi elevado a 1.º Marquês de Vila Flor (1827, confirmado por Carta de 1833) e 1.º Duque da Terceira (1832), de juro e herdade, com Honras de Parente do Rei. Morreu sem descendência. Morou no Palácio de São João da Praça.

Foi Marechal do Exército e herói das Guerras Liberais e foi por quatro vezes Presidente do Conselho de Ministros.
Foi o vencedor da Batalha da Asseisseira, entrou em Lisboa dia 24 de Julho e assinou em nome de D. Pedro IV de Portugal a Convenção de Évora Monte. Teve a excepcional honra de ser sepultado no panteão real.
- D. Cristóvão da Costa Freire Manoel de Vilhena de Saldanha, 8.º representante do título de Conde de Vila Flor e dos restantes títulos da Casa Vila Flor-Terceira e Alpedrinha-Pancas (sendo filho primogénito do Conde de Alpedrinha José Sebastião de Saldanha Oliveira e Daun, Juiz Conselheiro, com Honras de Conselheiro de Estado, Coronel, irmão do Duque de Saldanha e neto do Marquês de Pombal e de D. Leonor Manoel de Vilhena, senhora de casa). Foi Senhor de Pancas, Senhor da Zibreira e Alcaide-Mor de Alegrete, Ajudante de Campo de SM Rei D. Miguel, legitimista, Tenente-Coronel, Chefe da Junta Legitimista do Porto, grande proprietário como herdeiro dos diversos senhorios e morgados das Casas Vila-Flor e Pancas, um dos 40 maiores contribuintes de Lisboa. Morou no Palácio de Arroios.
- D. Salvador Manoel de Vilhena, Juiz Desembargador aposentado com Honras de Juiz Conselheiro, legitimista, 9.º representante do título de Conde de Vila Flor e dos restantes títulos das Casas Vila Flor-Terceira e Alpedrinha-Pancas, sg. Morou no Palácio de Arroios.
- D. Tomás Maria Martinho de Almeida Manoel de Vilhena, 8.º Conde de Vila Flor, autorização de D. Manuel II relativamente aos títulos da casa, 6.º neto do primeiro Conde e primo do anterior Duque, e sobrinho de D. Salvador (filho de D. Benedita Manoel de Vilhena e de D. Martinho de Almeida Portugal (da Casa dos Marqueses de Lavradio)). Morou no Palácio de Arroios e depois no Palácio Vila Flor à Costa do Castelo.

Foi Governador Civil de Braga, Governador da Madeira, Chefe do Governo de D. Manuel II de Portugal no exílio, Senador, Grã-Cruz de Nossa Senhora da Conceição, Grande-Oficial de São Gregório Magno da Santa Sé e de Carlos III da Espanha, Cavaleiro de Honra e Devoção SMOM, Sócio correspondente da Academia de História de Madrid. Escritor, fez parte do Orpheu colaborando no terceiro número.
- D. Francisco Maria Martinho de Almeida Manoel de Vilhena, 9.º conde de Vila Flor, conde de Alpedrinha. Morou no Palácio Vila Flor à Costa do Castelo.

Foi professor do Instituto Superior de Agronomia, director da Estação Agronómica Nacional, Bailio Grã-Cruz de Honra e Devoção da Ordem de Malta, aí Presidente da Assembleia dos Cavaleiros, e campeão-nacional de espada em esgrima.
- D. Maria Luísa da Conceição de Almeida Manoel de Vilhena, 10.ª Condessa de Vila Flor, Condessa de Alpedrinha, Duquesa da Terceira, Condessa de Azarujinha pelo casamento com Jaime Augusto Lasso de la Vega Dias de Freitas.

Foi escritora, Sócia Correspondente da Academia Brasileira de Ciências, Artes e Letras, assessora do Prof. Aníbal Cavaco Silva, na sua primeira legislação como primeiro-ministro, e candidata pela oposição monárquica em 1966, Dama de Honra e Devoção SMOM, Grã-Cruz do Mérito da Casa Real. Morou no Palácio Vila Flor à Costa do Castelo.
- D. Francisco Xavier Manoel de Vilhena Dias de Freitas, 11.º Conde de Vila Flor, Conde de Azarujinha, Duque da Terceira, representante dos títulos de Marquês de Vila Flor e Conde de Alpedrinha, foi Cavaleiro de S. Miguel da Ala.

Foi cavaleiro tauromáquico, tendo tirado a alternativa com Manuel Conde, apresentava-se como D. Francisco Azarujinha. Foi Presidente do Conselho de Administração da Ápis, SA, fábrica então da família. Morou no Chalet Azarujinha até à sua venda no final dos anos 80 e depois no Palácio Vila Flor à Costa do Castelo.
- D. Lourenço da Bandeira Manoel de Vilhena de Freitas, 12.º Conde de Vila Flor e Duque-Parente da Terceira, de juro e herdade, Conde de Alpedrinha e Conde de Azarujinha.

Representante dos restantes títulos da Casa: Marquês de Vila Flor, representante do Pariato Azarujinha e do Pariato dos Correia de Sequeira Pinto, Visconde de Azarujinha, Senhor de Pancas e Senhor da Atalaia (da Beira), de juro e herdade (da Casa Costa/Alpedrinha), Senhor de Vila Flor (do Alentejo), de juro e herdade e Senhor da Zibreira (da Casa Manoel/Vila Flor), Senhor das Donas, Senhor da Orca e Senhor de Oliveira do Hospital (da Casa Costa/Alpedrinha), Senhor de Sandomil e Senhor de Loriga, de juro e herdade (Machado), Senhor do Machial (Severim/Vila Flor), Alcaide-Mor de Alegrete (Manoel), Senhor de Almendoa, Constância (Punhete) e Sardoal (Camões/Severim). Representante genealógico do título francês de Marquês de Souvré (Severim/Vila Flor)) e do título de Conde de Seia e Sintra (antigo) outorgado a D. Henrique Manoel de Vilhena).
É Professor da Faculdade de Direito de Lisboa, doutor em Direito e advogado. Docente convidado em diversas universidades nacionais e estrangeiras (FDUNova, FLetrasUL, ISG, e em Angola, Cabo Verde e Guiné). Foi vice-delegado de São Maurício e São Lázaro (Ordem dinástica da Casa de Saboia-Itália) e é seu Grande Oficial, Grã-Cruz de São Miguel da Ala e Co-Patrono da Real Irmandade de Évora (Ordem dinástica da Casa de Bragança), Cavaleiro da Ordem do Santo Sepúlcro de Jerusalém (Santa Sé), Cavaleiro de Real Ordem de Nossa Senhora da Conceição de Vila Viçosa (Ordem dinástica da Casa de Bragança), Cruz de Prata do Capítulo Noble Fernando VI. Presidente do Conselho Fiscal do INP (e antigo vogal da Comissão Jurídica do CN), membro do Conselho Consultivo da ANHP e anterior director da mesma, Foi Vice-Presidente da Comissão Portugal-Brasil da SHIP e membro do Conselho de Jurisdição da CR.
O atual Conde de Vila Flor (e de Alpedrinha, Duque da Terceira, Conde de Azarujinha, etc,) tem como herdeiros D. Cristóvão António José do Pópulo e D. Constança Leonor Benedita da Conceição.

### Senhorios, Coutos e Comendas
A casa dos Senhores de Pancas, depois de unida à dos Senhores da Zibreira e Alcaides-Mor de Alegrete, antes da herdar a Casa dos Condes de Vila Flor e Duques da Terceira e de se unir à Casa Azarujinha, incluia o Senhorio do Couto e Coutada de Pancas, os Morgados de Santa Catarina em Alpedrinha, com a Capela do Leão, e o Morgadio de Alpedrinha, o Senhorio e Morgadio da Atalaya e da Orca, o Senhorio da Zibreira, o Morgadio da Tapada da Cubeira, o Morgadio da Golegã, Moura e castelo branco, as herdades dos Rabaços, Leiteiro e Barba de Alhos em Aviz, a Herdade do Valle do Junco em Aviz, as Terras da Tramagueira no Paul de Benavente e a Quinta e Olival da Castanheira, bem como um Olival em Souzel. Incluia ainda o Morgadio da Alcaparinha dos Abreus, unida à do Morgadio dos Lobeiro, do Vasco Lobeira do Amadis de Gaula. Herdou ainda o Morgadio criado pelo Bartolomeu da Fonseca, inquisidor, e as Capelas dos Anjos, dos Velhos, dos Oliveiras na Graça e dos Magalhães no Convento de S. Francisco de Xabregas.
Foram ainda Comendadores na Ordem de Malta de Frossos (Albergaria-a-Velha), Rossas (Arouca) e Rio Meão (Santa Maria da Feira). Comendadores de Pernes e Alcanede na Ordem de Cristo. Historicamente a casa teve ainda numa fase anterior as comendas de S. Nicolau de Celorico de Basto, de Santo Adrião, de Penafiel, e de Santa Maria do Marmeleiro e ainda anteriormente a comenda das Maças de D. Maria.
Posteriormente a herdar a Casa Vila Flor, pela morte do Duque da Terceira, os Senhores de Pancas herdaram ainda o referido Senhorio de Vila Flor e a casa Severim, com bens e representações, Severim esses descendentes de Pierre de Severin, que esteve na conquista de Ceuta, dono do Sobralinho, antigos Executores-Mores do Reino e Senhores do Machial, e onde se destacaram o Chantre Manuel de Faria Severim, bibliofilo e jornalista, Gaspar de Faria Severim, "primeiro-ministro" e Secretário das Mercês de Afonso VI, criado Marquês de Sovré em França por mercê do Rei Sol, Luis XIV, e D. Frei Cristóvão de Lisboa, Bispo eleito de Angola, Custódio do Grão-Pará e Maranhão na Ordem de S. Franscisco, grande defensor da causa da libertação dos Índios (que logrou obter parcialmente).
A Casa Azarujinha aportou além do Condado e Viscondado, a representação do Pariato Azarujinha, e do pariato dos Correia de Sequeira Pinto.
As Casas Vila Flor e Alpedrinha deram origem ou representam:
i) Militares: dois Comandantes em Chefe do Exército Português e Marechais do Exército de Portugal (1.º Conde de Vila Flor  - Governador de Armas - e 1.º Duque da Terceira, também condestável) e nove oficiais-generais (D. Franscco Manoel, filho 1.º Conde, General do Norte na Índia, e outros três Manoel de Vilhena filhos do 3.º Senhor da Zibreira e netos do 2.º conde de Vila Flor, D. Cristóvão, D. Sancho e D. João, bem como o 5.º Conde de Vila Flor), dois Almeida-Lavradio (D. Tomás e D. Martinho- Lourenço) e Jão Malaquias de Lemos, General de Brigada, Ajudante de Campo do Rei Dom Carlos, e Filipe Malaquias de Lemos, Comandante da Guarda (pelo lado Azarujinha), dois Capitões-Mores na ìndia, D. Francisco Manoel, irmão do 1.º Conde de Vila Flor, e António Gil Severim, bisavô do 1.º Conde de Vila Flor (além de três Capitães-Mor dos Mares da Índia), e três Coroneis, D. Cristóvão Manoel, 2.º Conde de Vila Flor, D. Sancho Manoel seu neto, Senhor da Zibreira e o Conde de Alpedrinha, que foi Coronel de Milícias. D. Cristóvão Manoel, Senhor de Pancas e da Zirebria, foi Ajudante-de-Campo de D. Miguel I, com a patente de Tenente-Coronel.
ii) Religiosos: dois Cardeais — um Cardeal-Bispo Decano do Sacro Colégio — depois de Julio II — e Carmelengo (Alpedrinha) (também Arcebispo de Braga e de Lisboa, Bispo de Évora e de Ceuta e de 14 Abadias), um Príncipe-Grão-Mestre da Ordem de Malta com Honras de Cardeal (D. António Manoel de Vilhena) e um Cardeal nomeado - D. Martinho da Costa; três arcebispos — dois Arcebispos de Lisboa e Braga (sobrinhos do Cardeal, D. Martinho e D. Jorge), um Bispo de Coimbra, e Arcebispo-eleito de Braga (D. João Galvão — pelo lado Severim), e 4 Bispos — um Bispo de Viseu, do Porto, e depois de Leão e Osma, Capelão-Mor da Imperatriz Isabel, Rainha de Espanha (D. Pedro da Costa, sobrinho neto do Cardeal) e outro Bispo de Porto (D. Diogo da Costa), um Bispo eleito do Porto, D. Francisco da Costa, e um Bispo -eleito de Angola, D. Frei Cristóvão de Lisboa (Severim), dois Bailios da Ordem de Malta (um filho do terceiro conde de Vila Flor e em tempos recentes o 9.º conde de Vila Flor), um Grã-Cruz de Malta, D. Manuel de Vilhena, irmão do Grão-Mestre, uma Abadessa de Odivelas e uma Comendadeira de Santos, um D. Abade de Alcobaça (Cardeal), um Dom Prior da Colegiada de Guimarães (Cardeal), um Dom Pior de Santa Cruz de Coimbra (D. João Galvão — Bipos-Conde), e 13 cónegos (sendo 2 Deões) —  um Deão de Braga (D. António da Costa) e Gaspar da Costa, filho dos Senhores de Pancas, Deão da Sé do Porto e quatro Cónegos de Lisboa (António da Costa filho bastardo de D. Jorge da Costa — Tesoureiro-Mor de Braga, Cristóvão da Costa, Tesoureiro-Mor de Lisboa, flho do Sr da Atalaia, e Luis da Costa, filho de Simão da Costa, Sr. de Pancas), e D. Martinho-Lourenço de Almeida Portugal (Lavradio), Cónego da Patriarcal, e dois Cónegos de Braga (Francisco da Costa e D. Jorge da Costa filho B. do Arcebispo D. Jorge), quatro Chantres de Évora (Manuel Severim de Faria, Manuel de Faria Severim e Francisco de Faria Severim, filho de Gaspar e Gaspar Manoel, filho do 1.º Conde de Vila Flor). Um parente, D. Teotónio Manoel, primo do 1.º Conde de Vila Flor, foi Deão de Évora, Administrador da Arquidiocese, Provewdor da Misericórdia de Évora, e Bispo-eleito de Miranda.
iii) Administradores coloniais: um Vice-Rei do Brasil (nomeado a seguir ao Visconde de Barbacena, em 1677, mas que não chegou a tomar posse, porque morreu antes — o 1.º conde de Vila Flor), um Governador interino do Brasil e também Governador do Estado do Grão Pará e Maranhão e da Capitania do Rio de Janeiro (Cristóvão da Costa Freire, 8.º Senhor de Pancas), Um Governador da Madeira (Francisco da Costa Freire, Senhor de Pancas) e outro Governador dos Açores (o Duque da Terceira) e quatro Capitães-Mor dos Mares da Índia (D. Cristóvão e D.Franciso Manoel de Vilhena, avô e pai do 1.º Conde de Vila-Flor, D. Henrique Severim de Noronha, filho do primeiro Conde de Vila Flor, e Francisco de Faria Severim, bisavô do 2.º Conde de Vila Flor), um Capitão-Mor de uma Armada do Sul (D. Fransico Manoel), diversos Capitães de Chaul, e um Capitão de Diu e outro de Baçaim, bem como Capitães-Mor de Pernambuco, e do Maranhão (5.º e 7.º Conde de Vila Flor).
iv) Cargos palatinos: uma Camareira-Mor (D. Maria Ana, Marquesa Honorária de Vila Flor), um Mordomo-Mor e dois Estribeiros-Mor (um deles temporário, o Senhor de Pancas), um Condestável Temporário, e diversos oficiais mores da casa real
v) Políticos: um Chefe de Estado reinante em Malta, o Principe Grão-Mestre D. António Manoel de Vilhena, e quatro "primeiros-ministros", o Cardeal Alpedrinha (de D. Afonso V), regente em 1463, D. João Galvão, Bispo-Conde, Escrivão da Puridade de D. Afonso V; Gaspar de Faria Severim (Secretário de Estado das Mercês e depois Primo Secretário de Estado de D. Afonso VI, antes do Conde de Castelo Melhor, criado Marquês de Souvré em França por Luis XIV em 1659) e o Duque da Terceira (por quatro vezes Presidente do Conselho de Ministros, em 1836, 1842, 1851 e 1859), e ainda um Chefe do Governo de D. Manuel II no Exílio (8.º Conde de Vila Flor), um Secretário de Estado das Mercês — Pedro Severim de Noronha, filho de Gaspar de Faria Severim, e membros do Conselho de Estado e da Guerra (o 1.º Conde de Vila Flor) e o Conde de Seia (antigo), D. Henrique Manoel de Vilhena, do Conselho de D. Fernando I, um com Honras de Conselheiro de Estado, o Conde de Alpedrinha, um Par do Reino, Deputado e Vereador, 1.º Conde de Azarujinha, um Par do Reino, seu sogro, Diogo Correia Sequeira Pinto, um Senador na 1.ª República e Deputado na Monarquia, o 8.º Conde de Vila Flor.
vi) Juízes Conselheiros (um efectivo e outro com Honras de, respectivamente o 1.º Conde de Alpedrinha e o seu neto, D. Salvador Manoel de Vilhena, e um Membro do Conselho Ultramarino, o 5.º Conde de Vila Flor)
vii) Académicos: dois académicos em Espanha e no Brasil (o 8.º conde e a 10.ª condessa de Vila Flor), professores universitários, etc.
viii) Escritores: João Lobeira, Trovador, e Vasco Lobeira, uma das atribuições da autoria do Amadis de Gaula (cujo morgadio foi herdado pelos Abreu Passanha, depois integrado nos Condes de Vila Flor), o Conde de Alpedrinha (autor de livros políticos e históricos), o 8.º Conde de Vila Flor, D. Thomaz de Almeida Manoel de Vilhena (poeta e dramaturgo, participou no 3.º número do Orpheu), e Luisa Manoel de Vilhena (10.ª condessa de Vila Flor). Sao ainda relacionados com a família o Principe Don Juan Manuel de Villena, 9.º avô por varonia do 1.º Conde de Vila Flor, que foi prosador medieval em Castelhano, autor do Conde Lucanor, e representa a família pelo lado Severim/Vila Flor uma linha dos Camões parentes do Grande autor.
ix) Portadores de condecorações: Espada e o Estoque - Principe Grão-Mestre; Ordens de Colar - Cavaleiro de San Genaro e Cavaleiro da Águia Negra da Prússia, duque da Terceira; Grã-Cruz da Torre e Espada, de Aviz e da Conceição - duque da Terceira, Grã-Cruz de São Mauricio e Lázaro,  da Legião de Honra, e de São Leopoldo da Aústria, de São Fernando e de Carlos III,, de Leopoldo (da Bélgica), do Leão e do Carvalho, de Alberto (da Saxónia), de Eernesto (de Saxe)  - duque da Teceira; Grã-Cruz da Conceição, Grande Oficial de São Gregório Magno e Grande Oficial de Carlos III - D. Tomás de Almeida Manoel de Vilhena, Grã-Cruz do Mérito Industrial e Comendador da Conceição - Conde de Azarujinha; Bailio Grã-Cruz da Ordem de Malta e Comendador da Ordem de Cristo - 9.º Conde de Vila Flor, Comendador da Ordem de Cristo - Conde de Alpedrinha, entre outros, Cruz Pro Eclesia e Pontífice - 8.ª condessa de Vila Flor.

### Armas

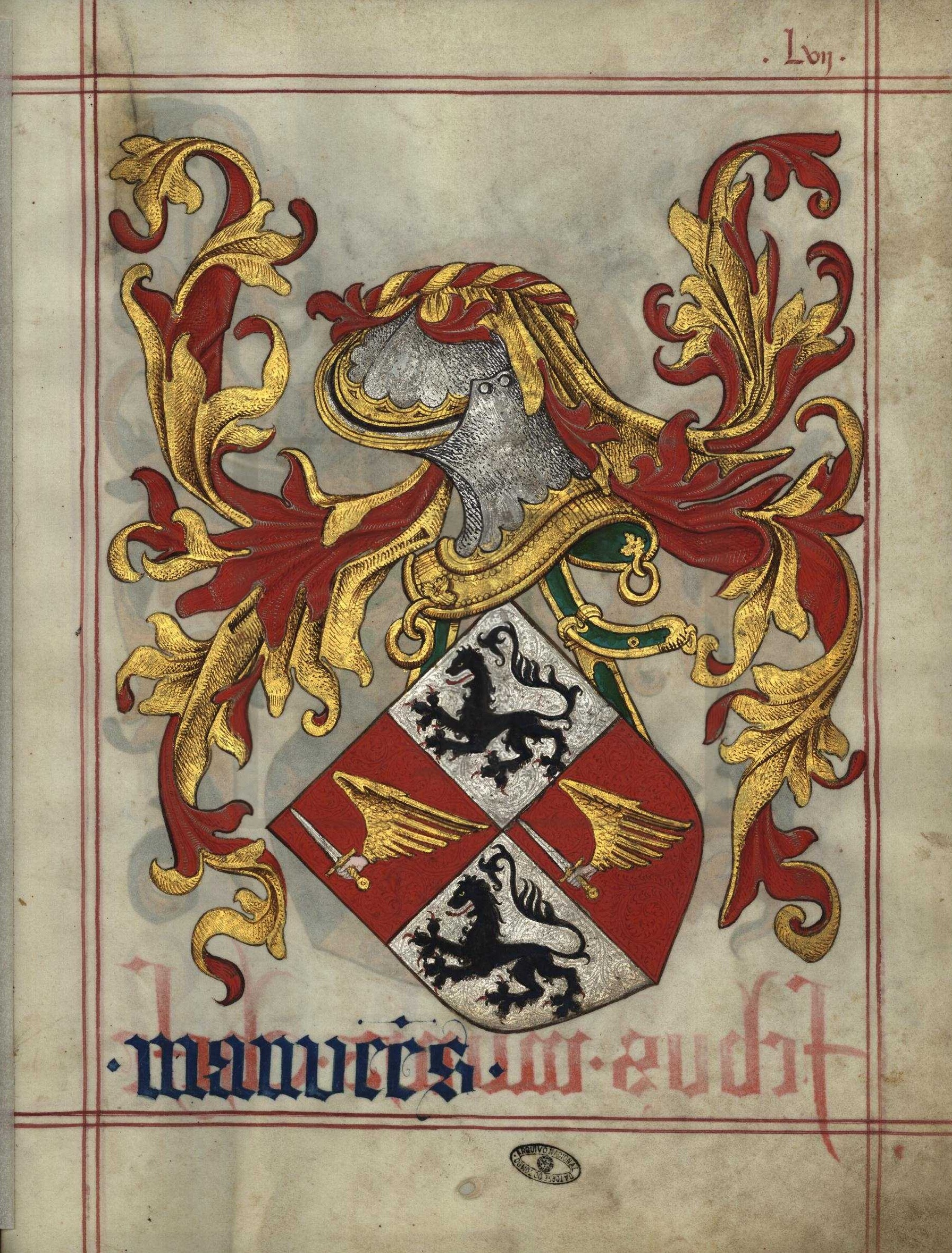
Armas de Manuel chefe, in Livro do Armeiro-Mor (fl 57^{r}) (1509)

Anselmo Braamcamp Freire na sua obra Brasões da Sala de Sintra dedica o capítulo XVII, no Vol. III, aos Manuel.
As armas dos Manuel condes de Vila Flor eram: escudo esquartelado: I e IV de vermelho, com uma asa de ouro, terminada por mão de carnação, empunhando uma espada de prata, guarnecida de ouro; II e II de prata, com um leão de azul (ou de negro) armado e lampassado de vermelho. Timbre: os móveis do I quartel.
Estas armas encontram-se no Livro do Armeiro-Mor (fl 57r) e no Livro da Nobreza e Perfeiçam das Armas (fl 11v), e ainda na Sala de Sintra. No Thesouro de Nobreza as armas do Conde de Vila Flor são idênticas (fl 24r), enquanto as armas de Manuel apresentam as mesmas peças, mas com a disposição dos quartéis erradamente alterada (fl 29r).
Note-se que neste último armorial as armas do Conde da Atalaia, também no fólio 24r, são idênticas às do Conde de Vila Flor, apesar de, de acordo com a tese de Braamcamp Freire, minoritária, os condes da Atalaia não partilharem a mesma ascendência dos Manuel de Castela.

### Património
Os condes de Vila Flor habitaram tradicionalmente o Palácio de Arroios, na freguesia de São Jorge de Arroios em Lisboa. Foi lá que o filho do 2.º Conde de Vila Flor recebeu o Grão-Mestre de Malta, seu tio, num magnífico mítico jantar e onde se hospedou durante larga temporada S.A.R. o duque de Sussex, irmão do Rei de Inglaterra, a convite do Conde de Alpedrinha. Esse Palácio foi demolido na década de 1950. Também pertenceu à família o Palácio do Sobralinho, no concelho de Vila Franca de Xira, posteriormente propriedade de Armindo Monteiro, Ministro em diversas pastas dos governos de Salazar, e atualmente propriedade da Câmara Municipal de Vila Franca de Xira.
O Palácio Vila Flor Antigo em S. João da Praça, outro dos Palácios da Casa, está hoje dividido num condomínio de apartamentos, e ninguém se recorda quando foi alienado. Pertenceu ainda aos Condes de Vila Flor, no séc. XVIII, o Palácio da Palhavã onde funcionou o Tribunal da Inquisição, segundo as Memórias Paroquiais de 1758, publicadas Por Fernando de Portugal e Afonso de Matos em 1975. O Palácio Pancas, dos Condes de Alpedrinha, também deixou de ser habitado pela família no início do século XIX. Quanto aos Palácios do Campo de Santana (actual Embaixada de Itália) dos Condes de Azarujinha, bem como o emblemático Chalet Azarujinha no Estoril, dispersaram-se em partilhas. Neste início de século XXI, a família dos Condes de Vila Flor e Alpedrinha, Condes de Azarujinha, Duques da Terceira, etc, habita o Palácio Vila Flor, à Costa do Castelo, e possui o Palácio dos Condes de Azarujinha na Azaruja, no Alentejo, bem como alguns ramos o Solar de Gogim. A mãe do actual Conde mora em Sintra numa casa nobre que, no século XIX, pertenceu aos O´Neill.